# Скотті Піппен
Скотті Моріс Піппен (нар. 25 вересня 1965) — американський професійний баскетболіст, який грав у Національній баскетбольній асоціації. Мав прізвисько «Піп». Найбільше його пам'ятають за грою в складі Чикаго Буллз, з якими він виграв шість титулів НБА. Поряд з Майклом Джорданом, зіграв важливу роль у перетворенні «Биків» на чемпіонську команду, а також у популяризації НБА в 1990-х роках в усьому світі.
Його вважають одним із найкращих малих форвардів усіх часів. Вісім разів поспіль потрапляв до збірної всіх зірок захисту НБА, тричі до першої команди Всіх зірок НБА. Був семиразовим учасником матчу всіх зірок НБА і 1994 року був визнаний MVP цього матчу. У сезоні 1996-97 його обрали до списку 50 найвидатніших гравців в історії НБА. Є одним з чотирьох гравців, чий номер «Чикаго Буллз» вивели з гри (інші троє — Джеррі Слоун, Боб Лав і Майкл Джордан). Відігравав ключову роль у чемпіонських командах як Чикаго Буллз 1992 року так і Чикаго Буллз 1996 року, які було обрано як дві найвидатніші команди в історії НБА. Його біографія на сайті баскетбольної зали слави Нейсміт стверджує, що «багатовимірний Піппен бігав по майданчику як розігрувальний, атакував кільце як важкий форвард і потрапляв у кошик без торкання кільця як атакувальний захисник.» Під час своєї 17-річної кар'єри він зіграв 12 сезонів за биків, один за Х'юстон Рокетс і чотири за Портленд Трейл-Блейзерс, потрапивши до плей-оф шістнадцять разів поспіль.
Піппен також є єдиним гравцем, який двічі в одному сезоні виграв титул чемпіона НБА і золоту медаль Олімпійських ігор (1992, 1996). Входив до складу Dream Team (команди мрії) — олімпійської збірної США з баскетболу 1992 року, яка обігрувала своїх опонентів з різницею в середньому 44 очки. Піппен був ключовою фігурою олімпійської збірної 1996, разом з колишніми учасниками Dream Team, Карлом Мелоуном, Джоном Стоктоном і Чарльзом Барклі, а також новими обличчями, такими як Анферні "Пенні" Хардевей і Грант Гілл. На обох Олімпіадах носив майку з восьмим номером.
13 серпня 2010 року введений до Баскетбольної зали слави у двох номінаціях — за особисту кар'єру і як член «команди мрії». 8 листопада 2005 року Чикаго Буллз вивели з гри його № 33, а його коледж, Університет Центрального Арканзасу 21 січня 2010 року також вивів з гри його номер № 33.

## Раннє життя
Скотті Піппен народився 25 вересня 1965 року в Гамбурзі (штат Арканзас). Наймолодший з 12 дітей у родині Етель і Престона Піппенів (9 червня 1920 — 10 травня 1990). Його мати мала зріст 6 футів, а батько — 6'1"; всі їхні діти були високими, а Скотті найвищим з них. Його батьки не могли собі дозволити відправити решту своїх дітей у коледж. Батько працював на паперовій фабриці, допоки інсульт не паралізував його правий бік, зробивши його нездатним ходити і позначившись на його мовленні.
Піппен навчався у Старшій школі Гамбурга. Грав там на позиції розігрувального і привів свою команду до плей-оф штату. Жодний коледж не запропонував йому стипендії. Почав свою кар'єру в коледжі граючи за Університет Центрального Арканзасу у місті Конвей після того, як його виявив тодішній головний тренер Дон Дайер як 6'1" walk-on. Він не здобув великого визнання в коледжі, оскільки команда грала в NAIA. Зрештою його зріст різко збільшився до 6'8", а його результативність 23,6 очка, 10 підбирань, 4,3 передачі в середньому за гру та близько 60 відсотків влучень з гри зробили його домінантним гравцем міжвузівської конференції Арканзасу і привернули до нього увагу скаутів НБА.
| Сезон              | Команда                            | GP | GS | MPG | FG%  | 3P%  | FT%  | RPG  | APG | SPG | BPG | PPG  |
| ------------------ | ---------------------------------- | -- | -- | --- | ---- | ---- | ---- | ---- | --- | --- | --- | ---- |
| 1983–84            | Університет Центрального Арканзасу | 20 |    |     | .456 |      | .684 | 3.0  | 0.7 | 0.5 |     | 4.3  |
| 1984–85            | Університет Центрального Арканзасу | 19 |    |     | .564 |      | .676 | 9.2  | 1.6 | 1.5 |     | 18.5 |
| 1985–86            | Університет Центрального Арканзасу | 29 |    |     | .556 |      | .686 | 9.2  | 3.5 | 2.4 |     | 19.8 |
| 1986–87            | Університет Центрального Арканзасу | 25 |    |     | .592 | .575 | .719 | 10.0 | 4.3 | 4.2 |     | 23.6 |
| Загалом за кар'єру |                                    | 93 |    |     | .563 | .575 | .695 | 8.1  | 2.7 | 2.1 |     | 17.2 |

## Кар'єра в НБА

### Початок кар'єри (1987-90)
На драфті 1987 його обрав під п'ятим загальним номером Сіетл Суперсонікс, але обміняв у Чикаго Буллз на Олдена Полінайса, а також майбутнє право вибору на драфті. Піппен увійшов до тандему молодих форвардів Чикаго разом з важким форвардом Горасом Грантом, чий зріст становив 6'10», хоча обидва під час своїх сезонів як новачків виходили з лави запасних заміняючи відповідно Бреда Селлерса і Чарлза Оуклі відповідно. Дебют Скотті в НБА відбувся 7 листопада 1987 року, коли «Чикаго Буллз» у своїй першій грі сезону зіткнулася з Філадельфією Севенті-Сіксерс. Він закінчив гру набравши 10 очок, зробивши 2 перехоплення, 4 передачі та 1 підбирання за 23 хвилини гри. Бики виграли ту гру 104-94. Разом з товаришем по команді Майклом Джорданом як мотиваційним і навчальним наставником, Піппен покращив свої навички і поступово за кар'єру набув багатьох нових. Джордан і Піппен часто грали один на один поза командною практикою, щоб відшліфувати навички один одного в нападі та захисті. Піппен займав стартову позицію легкого форварда в плей-оф 1988, допомігши бикам, лідером яких був Джордан, вперше за десятиліття дістатися півфіналу Східної конференції. На рубежі десятиліття він став одним із найкращих молодих форвардів ліги, записуючи тоді свої найкращі за кар'єру показники в середньому за гру: 16,5 очка, 6,7 підбирання, 48.9 % влучень з гри, а також третій показник у НБА за перехопленнями (211). Ці здобутки забезпечили Піппенові його дебют у матчі всіх зірок НБА 1990. Піппен продовжував поліпшувати свою гру, допомігши бикам потрапити у фінал конференції в 1989 і 1990 роках. Однак, вони програли обидва фінали конференції Детройт Пістонс, а 1990 року Піппен страждав від тяжкої мігрені у 7-й грі, у якій бики поступились 93-74.

### Перший три-піт Буллз (1991-93)
У сезоні НБА 1990—1991 Піппен став основним захисником Буллз і універсальною загрозою у трикутному нападі Філа Джексона. З допомогою Майкла Джордана Скотті продовжував удосконалювати свою гру. Перший свій тріпл-дабл зробив 23 листопада, коли «бики» зіткнулися з Лос-Анджелес Кліпперс, набравши 13 очок, віддавши 12 передач і зробивши 13 підбирань за 30 хвилин гри, яка закінчилась перемогою 105-97. Його другий тріпл-дабл відбувся 22 грудня, коли «бики» здолали Індіану Пейсерс 128—118. У тій грі Скотті набрав 18 очок, віддав 11 передач і зробив 10 підбирань за 41 хвилин на майданчику, на додачу до 1 перехоплення та 1 блок-шота, а відсоток влучень з гри становив 54,5. Свої рекордні за сезон 43 очки Скотті набрав 23 лютого, коли його команда здобула перемогу 129—108 проти Шарлотт Горнетс. Крім того, він також віддав 6 передач, зробив 4 підбирання і 6 перехоплень за 31 хвилину на майданчику. Влучив 16 із 17 кидків з гри і таким чином досягнув найвищого показника за кар'єру 94,1 %. Свій третій і останній тріпл-дабл у тому сезоні Піппен зробив 4 квітня проти Нью-Йорк Нікс, коли Бики виграли 101-91. Закінчив ту гру з показниками 20 очок, 12 передач і 10 підбирань, 4 перехоплення з 50 % влучень з гри, пробувши на майданчику 42 хвилини. «Буллз» закінчили сезон з різницею перемог до поразок 61-21. Вони посіли 1-ше місце в Центральному дивізіоні, перше місце в Східній конференції і друге в чемпіонаті загалом, поступившись першим місцем Портленд Трейл-Блейзерс. Піппен був другим в команді за очками за гру 17,8 і перехопленнями 2,4 після Майкла Джордана, а також другим за підбираннями 7,3 після Гораса Гранта. Був лідером команди за блокшотами 1,1 і передачами 6,2 за гру. Посів п'яте місце в НБА за перехопленнями. За свої заслуги в сезоні НБА 1990-91 Піппен був удостоєний потрапляння в другу команду всіх зірок захисту НБА. Буллз зрештою здобули чемпіонство, перемігши Лос-Анджелес Лейкерс у фіналі НБА 1991.
Піппен допоміг Бикам здобути свій перший три-піт, вигравши наступні два фінали в 1992 і 1993 роках. Він заробив 10 nods збірної всіх зірок захисту, в тому числі 8 у першу команду. 1992 року його викликали до оригінального складу Дрім Тім, збірної США, яка взяла участь у Олімпійських іграх в Барселоні (Іспанія). Завоювавши на тих змаганнях золоту медаль, Піппен і Джордан стали першими гравцями, які виграли в один і той самий рік і чемпіонат НБА і олімпійську золоту медаль.

### Дрім Тім (1992)
21 вересня 1991 року, разом з дев'ятьма іншими гравцями (ще двох оберуть пізніше), Піппена обрано до складу олімпійської збірної США, для участі в літніх Олімпійських іграх 1992 року в Барселоні. Серед цих гравців був і одноклубник Піппена по Буллз Майкл Джордан. Родзинкою Піппена у грі за Дрім Тім був його захист проти Тоні Кукоча в матчі за золоті медалі проти Хорватії. Піппен і Джордан наполегливо шукали можливість агресивно зіграти в обороні проти хорватської зірки. Той незадовго до цього підписав контракт з Буллз за більші гроші, ніж Піппен. Втомившись слухати про талант Кукоча, Піппен і Джордан домовились, як Джордан пізніше заявив, «не… дозволяти цьому хлопцеві зробити хоч щось проти нас». Він сказав Джонсону перед першою грою проти Хорватії «я сьогодні налаштований серйозно». Маккаллум описав двох гравців Буллз як «скажених псів» проти недосвідченого хорвата. Хорватія поступилась Дрім Тім 103-70 у першій грі. Єдина команда крім Хорватії, що програла з різницею менш як 40 очок, була Пуерто-Рико, яка поступилась 77-115. Зрештою збірна США завоювала золоті медалі, перемігши всіх своїх суперників з різницею в середньому 44 очки. Піппен зіграв у всіх восьми іграх, вийшовши в стартовій п'ятірці в трьох із них. Він набирав 9 очок, робив 5,9 передачі і 2,1 підбору в середньому за гру. Головний тренер Чак Дейлі пізніше похвалив Піппена, сказавши: «я знаю, що Майкл кращий гравець, але Піппен був кращим у цій команді».

### Піппен без Джордана (1993-95)
Майкл Джордан покинув баскетбол перед сезоном 1993-94 через смерть батька Джеймса Р. Джордана-старшого, а за його відсутності Піппен вийшов з тіні. Того року він виграв звання MVP матчу всіх зірок і став провідним гравцем Буллз за очками, передачами та блок-шотами, а також другим у НБА за перехопленнями за гру. Його показники в середньому за гру становили: 22.0 очки, 8.7 підбирання, 5,6 передачі, 2.9 перехоплення і 0.8 блок-шоту, відсоток влучень з гри становив 49.1 %, а з-за 3-очкової лінії найкращі за кар'єру 32 %. Завдяки своїм зусиллям, він заробив своє перше з трьох поспіль потрапляння до першої збірної всіх зірок НБА, а також посів третє місце в голосуванні за MVP голосування. Буллз (з підсиленням у складі Тоні Кукоча, Стіва Керра і Люка Лонглі) завершили сезон з 55-ма перемогами, лише на дві менше, ніж за рік до того.
Однак, один із найбільш спірних моментів кар'єри Піппена стався у його перший рік без Джордана. У півфіналі Східної конференції плей-оф НБА 1994 Буллз зійшлися з Нью-Йорк Нікс, з якими Бики розправлялися на шляху до чемпіонства у всіх трьох попередніх сезонах. 13 травня 1994 в третій грі серії за рахунку 2-0 на користь суперників, тренер Буллз Філ Джексон зажадав видатної гри від своєї команди, щоб мати шанс потрапити у фінал конференції. За 1.8 секунди  до закінчення основного часу рахунок був нічийний 102:102. Джексон доручив право останнього кидка новачкові Тоні Кукочу, а Піппен мав вводити м'яч у гру. Піппен, який був лідером Буллз протягом усього сезону за відсутності Джордана, настільки обурився рішенням Джексона, не дозволити тому виконати потенційно переможний кидок, що він відмовився покинути лавку і повторно вступити в гру, коли тайм-аут закінчився. Хоча Кукоч забив переможний кидок, 23-футовий fadeaway разом з сиреною, але в таборі Буллз не було особливого святкування, телевізійні камери зловили похмурого Філа Джексона, який сам не свій покидав майданчик. «Скотті попросив вийти з гри», — сказав Джексон журналістам у післяматчевій інтерв'ю.
Ключовий момент відбувся у 5-й грі, яка змінила результат серії. За 2,1 секунди до кінця четвертої чверті гравець Нікс Г'юберт Девіс зробив 23-футовий кидок, якому намагався завадити Піппен. Рефері Х'ю Холлінс дав Скотті персональний фол, встановивши, що Піппен увійшов у контакт з Девісом. Телевізійні повтори показали, що контакт був після того, як Девіс випустив м'яч. Девіс вдало виконав обидва штрафні кидки, принісши Нікс перемогу 87-86, і вони повели в серії з рахунком 3:2. У результаті журнал Referee назвав цей інцидент найбільш спірним моментом судді Холлінса за кар'єру. Головний тренер Чикаго Філ Джексон, засмучений через результат гри, був оштрафований на $10,000 за те, що порівняв програш з суперечливою поразкою у фіналі Олімпійських ігор 1972.
У 6-й грі Піппен зробив знаковий розіграш у своїй кар'єрі. У середині третьої чверті Піппен одержав м'яч під час швидкого прориву, попрямувавши до кільця. Коли центровий Патрік Юїнг підстрибнув щоб заблокувати кидок, Піппен повністю extended the ball out, прийнявши на себе контакт з тілом Юїнга і фол від нього, і зробив слем-данк з рукою Юїнга на своєму обличчі. Піппен приземлився за кілька футів від кільця біля baseline, випадково опинившись над Юїнгом, який впав. Потім він зробив гострі зауваження Юїнгу і Спайку Лі, який стояв біля майданчика підтримуючи Нікс, таким чином заробивши технічний фол. Завдяки цьому відрив Буллз досягнув 17 очок і вони зрештою виграли гру 93–79.
Однак Нікс виграли сьому гру серії і продовжили свій шлях до Фіналу НБА, у якому поступились Х'юстон Рокетс, також у семи іграх. У фінальній грі Піппен набрав 20 очок і зробив 16 підбирань, але Буллз програли 87-77.
У післясезоння 1994 поширились чутки, фігурантом яких був Піппен. Згідно з ними, Джеррі Крауз, генеральний менеджер Буллз, шукав можливості обміняти Піппена в Сіетл Суперсонікс на форварда п'ятірки всіх зірок Шона Кемпа, поставивши Тоні Кукоча на місце Піппена як малого форварда, а Шона Кемпа на позицію важкого форварда замість Гораса Гранта, вільного агента, який у міжсезоння перейшов з Буллз у Орландо Меджик, яка активно формувалася. Однак цим чуткам не судилося збутися і вони припинилися коли наприкінці сезону 1994–95 Майкл Джордан оголосив про своє повернення. Буллз на чолі з Піппеном зіграли у сезоні 1994–95 гірше, ніж вони це зробили за рік до того. Насправді, вперше за багато років Буллз ризикували не потрапити в плей-оф (хоча, можливо, основною причиною була відсутність interior defense і слабка гра на підбираннях через відхід Гранта). Показники команди були лише 34–31 перед поверненням Джордана на останні 17 ігор, з Джорданом вони завершили регулярний сезон 13–4. Попри це, Піппен завершив сезон 1994–95 лідером команди в кожній з основних статистичних категорій: очки, підбирання, передачі, перехоплення, блок-шоти, ставши лише другим гравцем в історії, якому вдалося таке досягнення (Дейв Ковенз зробив це у сезоні 1977–78; відтоді це повторили Кевін Гарнетт у 2002–03 і Леброн Джеймс у 2008–09).

### Другий три-піт (1995—1998)
Після повернення Майкла Джордана і приходу дворазового чемпіона Денніса Родмана, Буллз встановили рекорд регулярного чемпіонату за різницею перемог і поразок (72–10. У сезоні 2015—2016 його побили Голден-Стейт Ворріорз, 73-9) у 1995–96 на шляху до свого четвертого чемпіонства проти Сіетл Суперсонікс. Того самого року Піппен став першим гравцем, який двічі в одному сезоні вигравав чемпіонат НБА і золоту медаль Олімпійських ігор, зігравши за Збірну США на Олімпіаді в Атланті.
Буллз розпочали сезон НБА 1996–97 з показниками 17–1, а на перерву для гри всіх зірок йшли з рекордними для ліги 42–6. Обох, і Піппена і Джордана, обрано до числа 50-ти найвизначніших гравців Ліги в її ювілейний 50-й сезон. Церемонія відбулась у великій перерві Гри всіх зірок НБА 1997, яка відбулась 9 лютого 1997 року. Тренер Чикаго Буллз, Філ Джексон, потрапив до числа десяти найвизначніших тренерів в історії НБА, а чемпіонські команди Буллз 1992 і 1996 років, у яких Піппен відігравав ключову роль, до числа найвизначніших команд в історії НБА. У самій Грі всіх зірок Піппен закинув 4 з 9 кидків з гри, набравши 8 очок, зробивши 3 підбирання і 2 передачі за 25 хвилин на майданчику. Схід переміг Захід з рахунком 132—120, а Глен Райс здобув титул MVP Матчу всіх зірок. 18 лютого Піппен набрав найбільші для себе за кар'єру 47 очок за кар'єру в переможній грі 134—123 над Денвер Наггетс. При цьому він закинув 19 з 27 кидків з гри, а також зробив 4 підбирання, 5 передач і 2 перехоплення за 41 хвилину на майданчику. 23 лютого за Піппена проголосували як за «гравця тижня». Це стало 5-м і останнім його подібним досягненням. Наприкінці сезон Буллз зіткнулися з першими перешкодами на їхньому шляху до 5-го чемпіонства, коли втратили кількох ключових гравців, наприклад, Білла Веннінгтона, який мав розрив сухожилля в лівій ступні, Денніса Родмана, який зазнав травми коліна і Тоні Кукоча, який мав запалення підошви на правій ступні. Скотті й Майклові доводилося докладати навіть більших зусиль, щоб вберегти команду від поразок. Чикаго закінчили сезон з найкращими в Лізі показниками 69–13. У останній грі сезону Скотті не закинув триочковий кидок, яким міг виграти гру, і це не дозволило Буллз удруге підряд закінчити сезон з 70-ма перемогами. За свої успіхи в сезоні НБА 1996–97 Піппен заробив потрапляння в Збірну всіх зірок захисту НБА всьоме підряд, а також у другу Збірну всіх зірок НБА.

Банери з чемпіонством Чикаго Буллз висять на балках Юнайтед-центру

Попри травму ступні, яку Піппен заробив у фіналі Східної конференції проти Маямі Гіт, він допоміг Буллз здолати Юту Джаз 84–82 у першій грі фіналу НБА. Одним із знакових моментів гри став фол Родмана на Карлові Мелоуні за 9.2 секунди до кінця гри. Це був шанс для Юти вийти вперед, але Скотті пам'ятно вивів його з себе словами: «Тільки згадай, поштар не розносить пошту по неділях, Карл», перед тим як той пішов до лінії штрафних. Мелоун не влучив обидва кидки. Джордан зробив підбирання і швидко запросив тайм-аут за 7.5 секунди до кінця гри. За рівного рахунку Буллз доручили м'яч в руки Джордану. Він займався дриблінгом більшу частину секунд, що залишались, а потім закинув разом з сиреною 20-футовий кидок, який дозволив Чикаго повести в серії 1–0. У третій грі серії Піппен повторив тогочасний рекорд фіналів, закинувши 7 триочкових кидків, хоча Буллз поступились 104–93. Можливо найбільш культовий момент стався в 5-й грі серії, також відомій під назвою «Грипозна гра» (англ. The Flu Game). Джордан був хворий, але все-таки спромігся домінувати в грі, яку Буллз виграли 90-88. А за кілька секунд до кінця тієї гри, коли вже все було зрозуміло, Джордан впав знесилений в руки Піппена і це стало пам'ятним символом «Грипозної гри». Під час 6-ї гри стався один із найкращих ігрових моментів Піппена за кар'єру. Відстаючи на два очки, Джаз шукали можливості для фінального кидка щоб залишитись у грі, але Піппен вибив пас Брайона Рассела, якого той намагався віддати Шендону Андерсену і кинув м'яча Тоні Кукочу. Кукоч набрав слем-данком два останніх очки гри і Буллз повели 90–86. Таким чином вони здобули своє п'яте чемпіонство.
Серед розмов, що сезон 1997–98 стане останнім для Піппена в Чикаго, команда знову зустрілася з Джаз у фіналі 1998 і виграла свій другий три-піт.

### Х'юстон Рокетс (1998—1999)
У скороченому внаслідок локауту сезоні 1998–99 Скотті Піппена обміняли в Х'юстон Рокетс на Роя Роджерса і драфт другого раунду НБА 2000 (згодом ним став Джейк Воскул). До цього Піппен 11 років вступав за Чикаго Буллз і був другим за результативністю в історії цієї команди. Перехід Піппена в Х'юстон привернув багато уваги, включаючи єдиний раз коли його зобразили наодинці на своїй обкладинці Sports Illustrated. Чарльз Барклі, який за рік до того підписав п'ятирічний контракт з Рокетс на суму $67.2 млн, стверджував, що сильно фінансово недобрав, щоб створити достатній запас Рокетс у зарплатні для Піппена. Піппен отримував на рік $11,000,000, що майже в чотири рази перевищувало його платню за попередній сезон у складі Чикаго Буллз, $2,775,000.
Разом з Барклі, своїм колишнім товаришем по олімпійській команді, він також грав з Хакімом Оладж'ювоном, but there were chemistry problems, особливо з Барклі. Піппен зробив свій перший тріпл-дабл, коли команда поступилася 93–87 в грі проти Атланти Гокс, коли він набрав 15 очок, зробив 10 підбирань і 11 передач, а також 1 перехоплення за 46 хвилин на майданчику. 22 квітня 1999 Піппена затримали через підозру, що він був за рулем у нетверезому стані. Поліцейський міста Х'юстона, який зупинив Піппена близько 1:30 a.m., сказав, що той їхав на червоне світло. Пізніше звинувачення було знято через недостатність доказів. Другий трипл-дабл сезону виконав у програшній 106—101 грі проти Лос-Анджелес Кліпперс, у якій він набрав 23 очки, зробив 10 передач і 10 підбирань на додачу до 6 перехоплень за 45 хвилин на майданчику. Попри рекордні за кар'єру 40.2 хвилини на майданчику в середньому за гру і четвертий показник в НБА за зіграними хвилинами, Піппен набирав у середньому за гру 14.5 очок, його найнижчий показник від сезону новачка, а також показав найнижчий за кар'єру відсоток влучень з гри 43.2. Також в середньому робив 6.5 підбирання і 5.9 передачі й завдяки цьому потрапив до першої Збірної всіх зірок захисту НБА, увосьме за кар'єру. Рокетс закінчили сезон з показником 31–19, посівши третє місце в Середньо-Західному дивізіоні НБА і п'яте в Західній конференції. В першому раунді плей-оф вони зустрілись з Лос-Анджелес Лейкерс. У 3-й грі серії Піппен набрав 37 очок, зробив 13 підбирань, 4 передачі і 1 блок-шот допомігши команді відтягнути вибування. Однак у наступній грі Лейкерс перемогли 98-88 і виграли серію 3-1.
Після закінчення сезону і вибуття Рокетс з плей-оф Піппен висловив бажання перейти в іншу команду. Чарльз Барклі з'явився на Up Close і відкрито розкритикував Піппена, сказавши: «Його бажання нас покинути лише після одного року дуже мене розчаровує. Рокетс пішли на жертви, щоб роздобути Скотті, і фани ставились до нього прихильно, тож він мене просто розчарував.» У своєму інтерв'ю Піппен так прокоментував цю ситуацію: «Я б не вибачив Чарльза Барклі і на відстані пострілу рушниці. Він не заслуговує на вибачення від мене, навпаки, це йому потрібно вибачатися за те, що виходить грати зі своїми товстими сідницями.» Він стверджував, що головною причиною, чому він полишив команду, був егоїзм Барклі й відсутність у нього прагнення до перемоги. Також Піппен висловив бажання грати під керівництвом свого колишнього тренера Філа Джексона, який тоді тренував Лос-Анджелес Лейкерс. За словами Скотті, він заскучив за тією системою, за якою вони тренувались разом в Чикаго. 2 жовтня 1999 року Рокетс відправили Піппена в Портленд Трейл-Блейзерс в обмін на Стейсі Огмона, Келвіна Като, Еда Грея, Карлоса Роджерса, Браяна Шоу та Волта Вільямса.

### Портленд Трейл-Блейзерс (1999—2003)
Піппен розпочав сезон Портленд Трейл-Блейзерс 1999—2000 на позиції легкого форварда. Граючи разом з новими зірками, такими як Рашид Воллас і Стів Сміт, він продовжив демонструвати свої навички в захисті, попри те, що його найкращий час уже був позаду. 3 січня, коли Трейл-Блейзерс грали проти Буллз, було показано підбірку найкращих моментів Піппена за одинадцять років у складі Чикаго Буллз. Пізніше Піппен прокоментував цей триб'ют: «Мене охопила хвиля емоцій, але я намагався тримати себе в руках, пам'ятаючи, що потрібно грати. Це примусило мене поринути в спогади, про багато речей за якими я скучив, життя у цьому місті, гру на цій арені.» Під керівництвом тренера Майка Данліві, Трейл-Блейзерс здобули 59 перемог при 23 поразках, посівши 2-ге місце в Тихоокеанському дивізіоні і третє — в Західній конференції. Того сезону Піппен виходив у стартовій п'ятірці у всіх 82 іграх, у середньому за гру набираючи 12.5 очка, роблячи 5 передач і 6.3 підбирання. У першому раунді Плей-оф НБА 2000 Потрленд перемогли Міннесоту Тімбервулвз з рахунком 4:1. Їхніми опонентами в другому раунді стали Юта Джаз. У 5-й грі, ведучи в серії 3–1, за 12.6 секунди до закінчення гри і відставанням Портленду на 2 очки, Піппен віддав пас Деймону Студаміру. Той повернув м'яча Піппену, який закинув триочковий за 7.3 секунди до кінця гри. У наступному розіграші Джазз сфолили на Піппенові й той закинув один з двох штрафних кидків, збільшивши перевагу Блейзерс 81–79. Гравець Джазз Брайон Расселл спробував зробити триочковий, який приніс би виграш, але не потрапив навіть у дужку кільця. Трейл-Блейзерс виграли серію 4-1 й вийшли у фінал Західної конференції. Там вони зустрілися з Лос-Анджелес Лейкерс, під керівництвом Філа Джексона, колишнього тренера Піппена по Чикаго. Доля серії вирішувалася в 7-й грі, у четвертій чверті якої Трейл-Блейзерс мали перевагу 15 очок. Однак Лейкес, лідерами якої був зоряний дует Кобі Браянта і Шакіла О'Ніла, зуміли звести нанівець перевагу Портленда й виграли гру 89–84, а з нею й серію..
У сезоні НБА 2000–01 Піппен зіграв у 64 іграх, 60 з яких розпочав у стартовій п'ятірці. Був змушений пропустити 18 ігор через tendinitis в лікті правої руки, якою він робив кидки. Сезон розпочав з незначними травмами, але на майданчик виходив. Відчуття у правій руці посилились після гри проти Бостон Селтікс 8 січня. Потім пропустив наступні шість ігор і, після двох закинутих очок у програшній грі 20 січня проти Сакраменто Кінґс, травма знову стала занадто болючою. Його перевірили кілька лікарів і призначили операцію. Після проходження процедури видалення фрагменту кістки з його правого ліктя Піппен повернувся 22 лютого в грі проти Юти Джаз і відіграв решту сезону. Він завершив сезон з показниками 11.3 очка, 4.6 передачі та 5.2 підбирання в середньому за гру. Трейл-Блейзерс закінчили сезон з результатом 50-32, посівши четверте місце в Тихоокеанському дивізіоні й сьоме в Західній Конференції. У першому раунді плей-оф вони поступились майбутнім чемпіонам Лос-Анджелес Лейкерс.

### Повернення до Чикаго (2003—2004)
Після завершення сезону 2002–03 Піппен полишив Портленд, щоб підписати контракт з командою Чикаго Буллз, у якій розпочинав кар'єру в НБА й виграв шість чемпіонських титулів. Генеральний менеджер Буллз Джон Паксон переконав Піппена повернутися до своєї колишньої команди, яка виступала невдало після розпаду старого складу в 1998 році. 20 липня 2003 року Піппен підписав дворічну угоду на $10 млн. Він отримав роль ветерана, який веде молоду команду Буллз, але, зіткнувшись з численними травмами впродовж сезону, провів лише 23 гри, набираючи 5.9 очок, роблячи 2.2 передачі та 3.0 в середньому за гру. Останню гру у своїй кар'єрі в НБА зіграв 2 лютого 2004 року проти Сіетл Суперсонікс, набравши 2 очка, зробивши 3 передачі та 1 підбирання за 8 хвилин на майданчику, а його команда поступилася 109-97. Завершивши сезон з показниками 23-59, Буллз не потрапили до плей-оф. До того сезону всі 16 років у НБА команди Піппена потрапляли до плей-оф (11 Чикаго, 1 Х'юстон, 4 Портленд). Він утримує рекорд НБА за перехопленнями під час плей-оф, 395. 5 жовтня 2004 року Піппен оголосив про завершення кар'єри.

## Завершення кар'єри

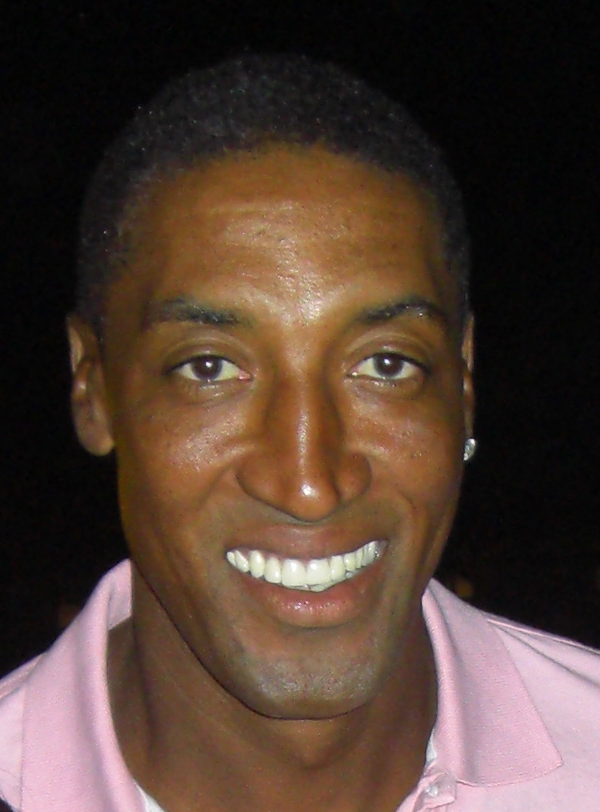
Скотті Піппен у 2009 році

На церемонії, яка відбулась 9 грудня 2005 року, Чикаго Буллз вивели з гри 33-й номер, під яким грав Скотті Піппен. До цього команда вивела з гри лише три номери:23 Майкла Джордана, 10 Боба Лова і 4 Джеррі Слоана.
2007 року Піппен спробував повернутися в НБА, коли оголосив, що хоче грати за команду, яка претендуватиме на чемпіонство, щоб здобути свій сьомий титул свій сьомий титул. Гравець провів зиму, тренуючись у Форт-Лодердейл (Флорида) і оголосив, що сподівається повернутися в Лігу наприкінці сезону. Двейн Вейд, який був найціннішим гравцем фіналу НБА 2006 року і капітаном Маямі Гіт, яка захищала свій титул, підтримав ідею повернення Піппена й так висловив свою думку щодо цього: «Я вже грав з [Гері] Пейтоном і Шаком, двома чуваками з якими я грав у відеоіграх. Додати ще Скотті Піппена до цієї ватаги, це було б неймовірно.»
У січні 2008-го, в 42 роки, Піппен ненадовго повернувся в професійний баскетбол, коли зробив турне по Скандинавії й зіграв дві гри за провідну команду Фінської ліги Торпан Поят (ТоПо), а також за провідну команду Шведської ліги Сундсвалл. У своїй першій грі, 4 січня, Піппен набрав 12 очок, а ТоПо перемогла Порвоо з рахунком 93–81. 5 січня він набрав дев'ять очок і зробив дев'ять підбирань, допомігши команді перемогти Хонка з рахунком 98–85. У своїй третій грі турне Піппен за 30 хвилин на майданчику набрав 21 очко, зробив 12 підбирань, 6 передач і 2 перехоплення, допомігши Сундвалл Драгонс здолати команду Акрополь з міста Ринкебю з рахунком 102–74. Драгонс заплатили Піппену $66,000 за його появу.

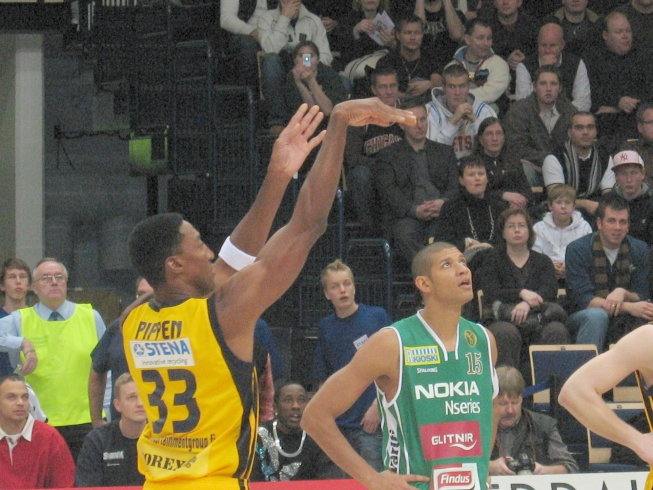
Піппен грає в Європі 2008 року

15 липня 2010 року Піппен повернувся в Буллз на посаду team ambassador. 2012 року його призначено старшим радником Майкла Рейнсдорфа, президента Буллз і COO.
Піппен розпочав Гру знаменитостей на Тижні всіх зірок 2011 за команду Сходу, разом зі своїм товаришем по Дрім Тім 1992 Крісом Малліном. Він закинув 6–8 з гри і набрав у ній найбільше очок, 17. Команда Сходу перемогла Захід з рахунком 54:49. Один з помітних епізодів гри стався, коли Піппен заблокував кидок співака Джастіна Бібера, за якого проголосували як за MVP тієї гри. Потім в Інтерв'ю Піппен прокоментував виступ Бібера: «Він грав дуже добре, але в нього жахливий кидок.»
Щоб відсвяткувати 20-річчя свого першого чемпіонства НБА 1991 року, Організація Чикаго Буллз 12 березня 2011 року влаштувала церемонію під час великої перерви в грі проти Юти Джаз. І Скотті Піппен і Майкл Джордан відвідали і взяли участь у церемонії, на якій до них приєдналися їхні колишні товариші по команді: Джон Паксон, Горас Грант, Стейсі Кінг, Крейг Годжес, Вілл Пердью, Скотт Вільямс, Кліфф Левінгстон, Денніс Гопсон і асистент тренера Джонні Бах. Колишній головний тренер Філ Джексон не брав участі, але зробив промову в режимі відеоконференції. Former Bulls' broadcaster Jim Durham emceed the halftime ceremony.
17 березня 2011 року Організація Чикаго Буллз оголосила, що виготовлять бронзову статую Піппена, яку встановлять всередині домашньої арени Чикаго Буллз, Юнайтед-центр. Він виразив свою велику вдячність так: «Словами неможливо виразити мої почуття. Це щось, про що ви мрієте як дитина, але Ви ніколи не можете передбачити, що ці дитячі мрії втілюються в життя. Ви бачите статуї осіб, які досягли чогось значного і залишили свій слід в історії, але як баскетболіст Ви ніколи не можете сподіватись, що досягнете подібних вершин. Це велика честь, яку Чикаго Буллз робить мені.» Статую відкрито 7 квітня 2011 року, на церемонії під час великої перерви матчу між Чикаго Буллз і Бостон Селтікс.
27 травня 2011 року Піппен накликав на себе великий шквал критики, сказавши, що зірка Маямі Гіт Леброн Джеймс є можливо видатнішим гравцем, ніж Майкл Джордан. Це сталося через день після того, як Гіт перемогли Буллз з рахунком 4:1 і завдяки цьому вийшли у фінал НБА 2011 року. Піппен сказав: «Майкл Джордан є можливо найвизначнішим набирачем очок, який колись грав у баскетбол. Насмілюсь сказати, що Леброн Джейс є найвизначнішим гравцем в історії цієї гри.» Піппен накликав гнів фанів Буллз після цих коментарів, і навіть колишніх товаришів по команді, таких як Горас Грант, який сказав у радіоінтерв'ю: «О, Піппен своя людина і завжди залишатиметься близьким, але я думаю, що Майкл Джеффрі Джордан є найкращим гравцем, якого я бачив у своєму житті.» Потім в інтерв'ю на радіошоу Kap & Haugh Піппен заявив: «Ні, я не казав, що поставив би Леброна вище за Майкла. Насправді вам потрібно знову прокрутити той запис і обміркувати, що я сказав.»

## Спадщина

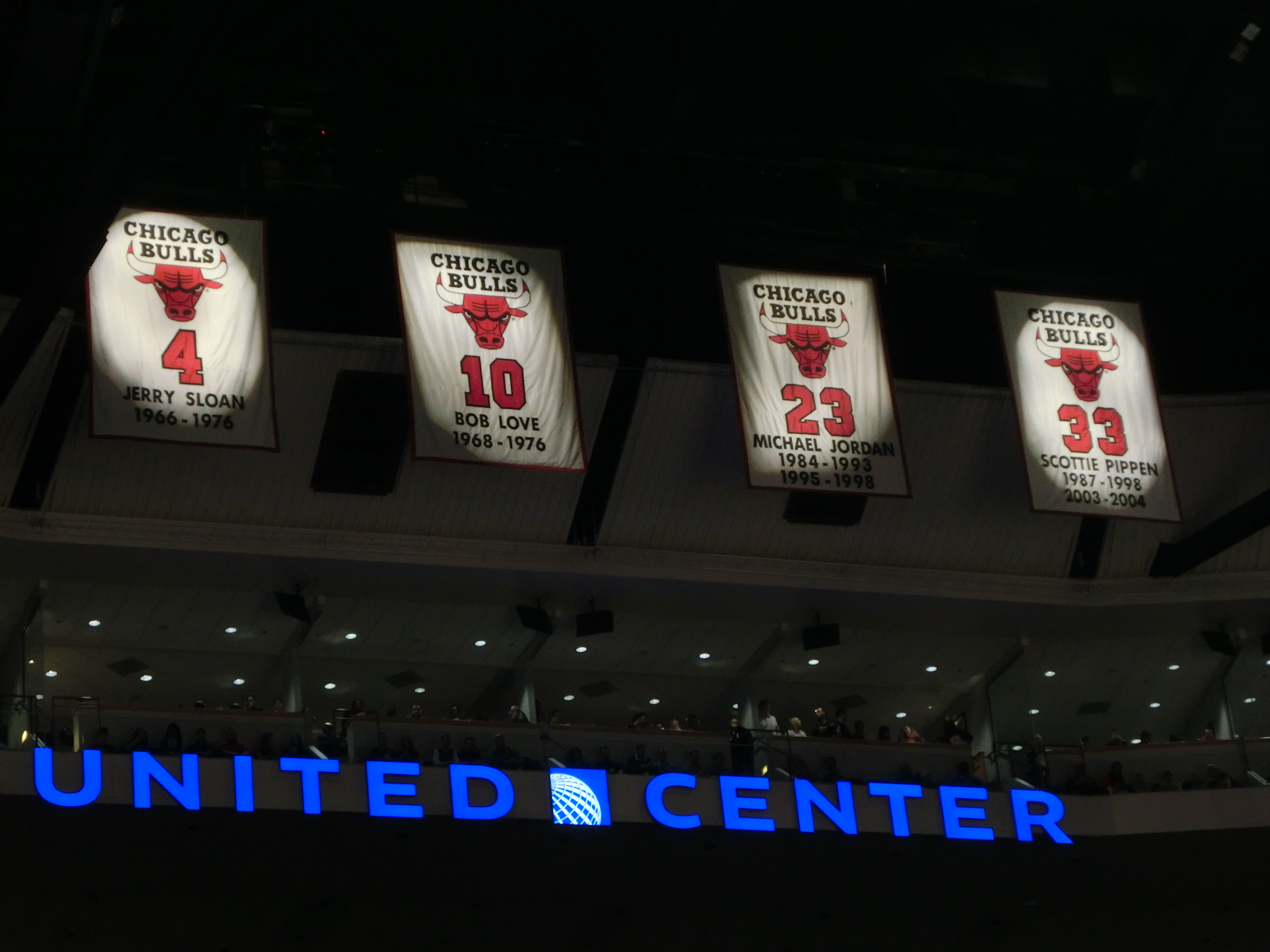
Майка Піппена #33, яку Буллз вивели з гри, висить у Юнайтед-центрі

Паппена пам'ятають як одного і найбільш різнобічних і спритних гравців, і що найголовніше як одного з найбільших захисників за історію гри. Подібно до свого колеги по Буллз Майкла Джордана, він забезпечував tenacious on-the-ball perimeter defense, or tough interior defense, і був особливо ефективним як допоміжний захисник. Він був обдарованим надзвичайним атлетизмом, навіть порівняним зі спортсменами в інших видах спорту, які bode well for basketball.
Незвичайно великий розмах рук (2,2 м) і здатність стрибати допомагали йому закривати простір для передач у захисті, блокувати кидки зі спини гравців, які змогли його обійти, робити підбирання, до яких неможливо дотягнутись іншим гравцям, незвично грати в повітрі і робити передачі в обхід гравців, на які більшість баскетболістів фізично не здатні. Внаслідок цього він часто був лідером Буллз за результативними передачами і блокшотами. Також Піппен ніколи не жалів м'яча. Його сконцентрованість на командній грі була ключовим компонентом чемпіонств Буллз. Доказом такого підходу до гри є 6135 результативних передач за кар'єру (5,2 в середньому за гру). На момент, коли Піппен завершував кар'єру, цей показник був 23-м за всю історію НБА.

## Особисте життя

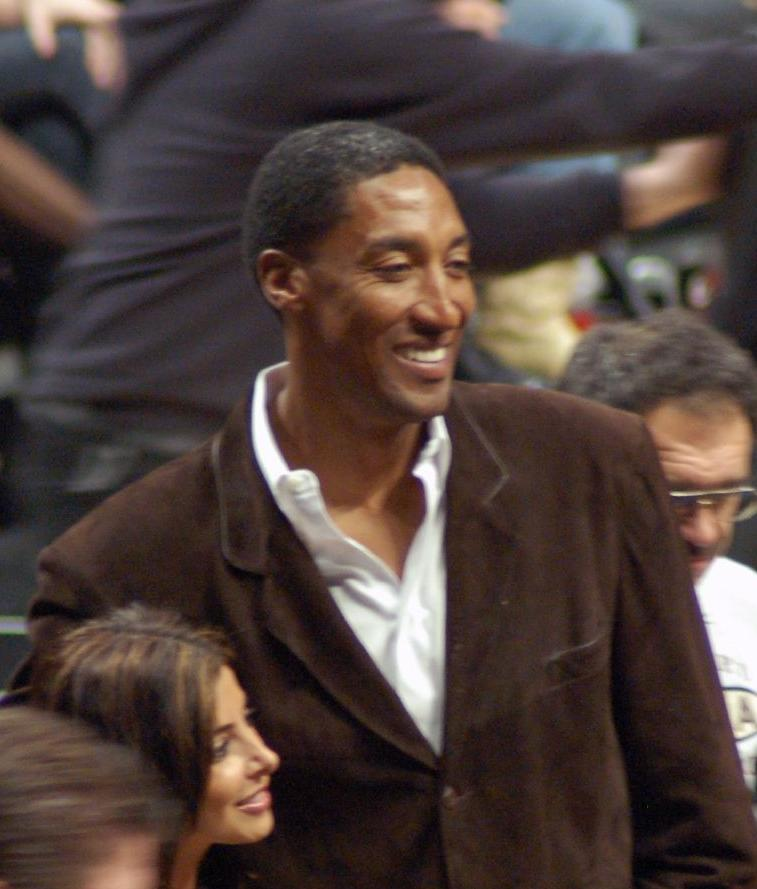
Піппен і його дружина Ларса на грі Чикаго Буллз, близько 2006 року

Піппен двічі був у шлюбі; перший раз із Карен Макколлум (одружився 1988 року, розлучився 1990-го), з якою має сина на ім'я Ентрон (нар. 1987),. Нині одружений з Ларсою Юнан (одружились 1997 року), з якою має четверо дітей: Софія, Джастін, Престон і Скотті. Ларса знімалась у телевізійному шоу The Real Housewives of Miami. Також Піппен має доньку на ім'я Сьєрра зі своєю колишньою нареченою Їветтою Де Леон і доньку на ім'я Тейлор зі своєю колишньою подругою і моделлю Сонею Робі
Піппен відомий тим, що залишає порівняно невеликі чайові персоналові, який його обслуговує. У своїй статті 1997 року журнал Sports Illustrated назвав його одним із трьох найбільших «скнар» в НБА, разом з Кевіном Гарнеттом і Шоном Кемпом, а також зазначив, що працівники ресторанів дали йому прізвисько «No Tippin' Pippen».
Невдовзі після закінчення кар'єри Піппен дізнався, що його фінансовий радник Роберт Ланн, якого, як він стверджує, йому рекомендувала команда, перебуває під підозрою в банківському шахрайстві. Піппен інвестував через нього понад $20 млн. У березні 2016 року суд засудив Ланна до трьох років тюрми за численні шахрайства, зокрема підробку підпису Піппена під позикою в $1.4, яку Ланн використав, щоб сплатити особисті борги.
У лютому 2011 року він виставив на торги за $16 мільйонів свій маєток у Форт-Лодердейл. У березні 2011 відбувся yard sale у його колишній домівці в Гайленд-Парк.
11 липня 2013 року Камран Шафігі подав позов до Лос-Анджелеського вищого суду проти Піппена на $4 мільйони через випадок, який стався 23 червня 2013 року в ресторані Нобу в Малібу. Шафігі сказав, що Піппен застосував до нього силу після того, як той сфотографував колишнього баскетболіста в ресторані й біля нього. Потім Шафігі потрапив до шпиталю. 27 серпня 2013 року окружний юридичний офіс Лос-Анджелеса оголосив, що проти Піппена позов не подаватимуть.
Піппен підтримує Research for Child Cancer.

## Статистика виступів в НБА
| † | Позначає сезон, в якому Скотті Піппен ставав чемпіоном НБА |
|   | Лідер ліги                                                 |

### Регулярний сезон
| Сезон              | Команда                   | GP    | GS    | MPG  | FG%  | 3P%  | FT%  | RPG | APG | SPG | BPG | PPG  |
| ------------------ | ------------------------- | ----- | ----- | ---- | ---- | ---- | ---- | --- | --- | --- | --- | ---- |
| 1987–88            | «Чикаго Буллз»            | 79    | 0     | 20.9 | .463 | .174 | .576 | 3.8 | 2.1 | 1.2 | 0.7 | 7.9  |
| 1988–89            | «Чикаго Буллз»            | 73    | 56    | 33.1 | .476 | .273 | .668 | 6.1 | 3.5 | 1.9 | 0.8 | 14.4 |
| 1989–90            | «Чикаго Буллз»            | 82    | 82    | 38.4 | .489 | .250 | .675 | 6.7 | 5.4 | 2.6 | 1.2 | 16.5 |
| 1990–91†           | «Чикаго Буллз»            | 82    | 82    | 36.8 | .520 | .309 | .706 | 7.3 | 6.2 | 2.4 | 1.1 | 17.8 |
| 1991–92†           | «Чикаго Буллз»            | 82    | 82    | 38.6 | .506 | .200 | .760 | 7.7 | 7.0 | 1.9 | 1.1 | 21.0 |
| 1992–93†           | «Чикаго Буллз»            | 81    | 81    | 38.6 | .473 | .237 | .663 | 7.7 | 6.3 | 2.1 | 0.9 | 18.6 |
| 1993–94            | «Чикаго Буллз»            | 72    | 72    | 38.3 | .491 | .320 | .660 | 8.7 | 5.6 | 2.9 | 0.8 | 22.0 |
| 1994–95            | «Чикаго Буллз»            | 79    | 79    | 38.2 | .480 | .345 | .716 | 8.1 | 5.2 | 2.9 | 1.1 | 21.4 |
| 1995–96†           | «Чикаго Буллз»            | 77    | 77    | 36.7 | .463 | .374 | .679 | 6.4 | 5.9 | 1.7 | 0.7 | 19.4 |
| 1996–97†           | «Чикаго Буллз»            | 82    | 82    | 37.7 | .474 | .368 | .701 | 6.5 | 5.7 | 1.9 | 0.6 | 20.2 |
| 1997–98†           | «Чикаго Буллз»            | 44    | 44    | 37.5 | .447 | .318 | .777 | 5.2 | 5.8 | 1.8 | 1.0 | 19.1 |
| 1998–99            | «Х'юстон Рокетс»          | 50    | 50    | 40.2 | .432 | .340 | .721 | 6.5 | 5.9 | 2.0 | 0.7 | 14.5 |
| 1999–00            | «Портленд Трейл-Блейзерс» | 82    | 82    | 33.5 | .451 | .327 | .717 | 6.3 | 5.0 | 1.4 | 0.5 | 12.5 |
| 2000–01            | «Портленд Трейл-Блейзерс» | 64    | 60    | 33.3 | .451 | .344 | .739 | 5.2 | 4.6 | 1.5 | 0.6 | 11.3 |
| 2001–02            | «Портленд Трейл-Блейзерс» | 62    | 60    | 32.2 | .411 | .305 | .774 | 5.2 | 5.9 | 1.6 | 0.6 | 10.6 |
| 2002–03            | «Портленд Трейл-Блейзерс» | 64    | 58    | 29.9 | .444 | .286 | .818 | 4.3 | 4.5 | 1.6 | 0.4 | 10.8 |
| 2003–04            | «Чикаго Буллз»            | 23    | 6     | 17.9 | .379 | .271 | .630 | 3.0 | 2.2 | 0.9 | 0.4 | 5.9  |
| Усього за кар'єру  | Усього за кар'єру         | 1,178 | 1,053 | 34.9 | .473 | .326 | .704 | 6.4 | 5.2 | 2.0 | 0.8 | 16.1 |
| В іграх усіх зірок | В іграх усіх зірок        | 7     | 6     | 24.7 | .442 | .318 | .625 | 5.6 | 2.4 | 2.4 | 0.9 | 12.1 |

### Плей-оф
| Сезон             | Команда                   | GP  | GS  | MPG  | FG%  | 3P%  | FT%   | RPG  | APG | SPG | BPG | PPG  |
| ----------------- | ------------------------- | --- | --- | ---- | ---- | ---- | ----- | ---- | --- | --- | --- | ---- |
| 1988              | «Чикаго Буллз»            | 10  | 6   | 29.4 | .465 | .500 | .714  | 5.2  | 2.4 | 0.8 | 0.8 | 10.0 |
| 1989              | «Чикаго Буллз»            | 17  | 17  | 36.4 | .462 | .393 | .640  | 7.6  | 3.9 | 1.4 | 0.9 | 13.1 |
| 1990              | «Чикаго Буллз»            | 15  | 14  | 40.8 | .495 | .323 | .710  | 7.2  | 5.5 | 2.1 | 1.3 | 19.3 |
| 1991†             | «Чикаго Буллз»            | 17  | 17  | 41.4 | .504 | .235 | .792  | 8.9  | 5.8 | 2.5 | 1.1 | 21.6 |
| 1992†             | «Чикаго Буллз»            | 22  | 22  | 40.9 | .468 | .250 | .761  | 8.8  | 6.7 | 1.9 | 1.1 | 19.5 |
| 1993†             | «Чикаго Буллз»            | 19  | 19  | 41.5 | .465 | .176 | .638  | 6.9  | 5.6 | 2.2 | 0.7 | 20.1 |
| 1994              | «Чикаго Буллз»            | 10  | 10  | 38.4 | .434 | .267 | .885  | 8.3  | 4.6 | 2.4 | 0.7 | 28.8 |
| 1995              | «Чикаго Буллз»            | 10  | 10  | 39.6 | .443 | .368 | .676  | 8.6  | 5.8 | 1.4 | 1.0 | 17.8 |
| 1996†             | «Чикаго Буллз»            | 18  | 18  | 41.2 | .390 | .286 | .638  | 8.5  | 5.9 | 2.6 | 0.9 | 16.9 |
| 1997†             | «Чикаго Буллз»            | 19  | 19  | 39.6 | .417 | .345 | .791  | 6.8  | 3.8 | 1.5 | 0.9 | 19.2 |
| 1998†             | «Чикаго Буллз»            | 21  | 21  | 39.8 | .415 | .228 | .679  | 7.1  | 5.2 | 2.1 | 1.0 | 16.8 |
| 1999              | «Х'юстон Рокетс»          | 4   | 4   | 43.0 | .329 | .273 | .808  | 11.8 | 5.5 | 1.8 | 0.8 | 18.3 |
| 2000              | «Портленд Трейл-Блейзерс» | 16  | 16  | 38.4 | .419 | .300 | .743  | 7.1  | 4.3 | 2.0 | 0.4 | 14.9 |
| 2001              | «Портленд Трейл-Блейзерс» | 3   | 3   | 39.0 | .421 | .176 | .667  | 5.7  | 2.3 | 2.7 | 0.7 | 13.7 |
| 2002              | «Портленд Трейл-Блейзерс» | 3   | 3   | 33.0 | .409 | .545 | .875  | 9.3  | 5.7 | 1.3 | 0.7 | 16.3 |
| 2003              | «Портленд Трейл-Блейзерс» | 4   | 1   | 18.8 | .409 | .333 | 1.000 | 2.8  | 3.3 | 0.0 | 0.0 | 5.8  |
| Усього за кар'єру | Усього за кар'єру         | 208 | 200 | 39.0 | .444 | .303 | .724  | 7.6  | 5.0 | 1.9 | 0.9 | 17.5 |

## Нотатки
- a NBA.com подає зріст Піппена і як 2,01 м[3] і як 2,03 м[12].